# Witkuiftoerako
De witkuiftoerako (Tauraco leucolophus) is een vogel die behoort tot de familie van de toerako's (Musophagidae).

## Kenmerken
Hoewel de dieren wel kunnen vliegen, blinken ze hier niet in uit. Volwassen dieren meten, inclusief staart, 45 centimeter.

## Leefwijze
Witkuiftoerako's voeden zich in hoofdzaak met allerlei vruchten.

## Verspreiding en leefgebied
Alle toerako's wonen in Afrika. De witkuiftoerako is vooral in Centraal-Afrika te vinden, met name van Nigeria en Kameroen tot Zuid-Soedan en westelijk Kenia, waar hij zich in de bomen van dichte bossen ophoudt.